# Horizon (Tourist LeMC)
Horizon is een nummer van de Vlaamse zanger Tourist LeMC in samenwerking met Wally. Het nummer dat uitgebracht werd op 20 maart 2015 is tevens de vierde single van het album En Route. Tourist kreeg met de single voor een tweede keer een nominatie in de categorie Hit van het jaar. Het nummer kreeg door de aanslagen van Brussel in maart 2016 een bijzondere betekenis. Horizon haalde in 2016 ook een record voor zijn 20 weken op 1 in de Vlaamse Ultratop 50. Het record werd een jaar later al gebroken door Zoutelande.